# San Martín de Trevejo
San Martín de Trevejo là một đô thị trong tỉnh Cáceres, Extremadura, Tây Ban Nha. Theo điều tra dân số 2006 (INE), đô thị này có dân số là 927 người.
40°13′B 6°48′T / 40,217°B 6,8°T